# Teoria wspólnego przodka
Hipoteza Wspólnego Przodka – postulat pochodzenia wszystkich organizmów żywych na Ziemi od wspólnego przodka/wspólnej puli genów. W oryginalnej postaci zaproponowana przez Karola Darwina w pracach O powstawaniu gatunków oraz w O pochodzeniu człowieka.
Głównymi faktami przemawiającymi na korzyść tej hipotezy są: uniwersalność kodu genetycznego, jednolitość mechanizmów biochemicznych oraz uniwersalne drzewo filogenetyczne zrekonstruowane z danych molekularnych.

## Dowody

### Wspólna biochemia i kod genetyczny
Wszystkie znane formy życia działają na tej samej fundamentalnej organizacji biochemii: informacja genetyczna zakodowana w DNA, przechodzi transkrypcje do RNA, przez efekty protein i enzymów RNA, potem transkrypcje do protein przez rybosom, z  ATP, NADH i z innych źródeł energii. Co więcej, kod genetyczny jest prawie identyczny dla wszystkich form życia, od bakterii do ludzi. Podobieństwo kodu jest generalnie uważane przez biologów za definitywny dowód na teorię wspólnego przodka. Analiza małych różnic w kodzie genetycznym również dostarczyła poparcia teorii.